# Коса (инструмент)
Вижте пояснителната страница за други значения на Коса.
Коса̀ се нарича земеделски ръчен инструмент, предназначен за косене на тревни култури (сено) използвани за храна на животните и често или рядко за жънене.

## Устройство
Състои се от дълго, леко извито навътре острие и дълга дървена дръжка. На дръжката има една или две ръкохватки за по-добро захващане. Обикновено краят на дръжката или задната ръкохватка се държи от лявата ръка, а долната ръкохватка – от дясната. Така се постига добро захващане и нормален замах, при който металната ѝ част да откоси растителността. Дължината на косата е около 170 сантиметра.
Най-общо косата има две основни части – дървена и метална.
- Металната част е съставена от следните елементи:
  - Бот – това е върхът на косата;
  - Острие;
  - Гръб;
  - Пета;
  - Реза – метална пластина, единият край на която е занитен към петата, докато другият е закачен към дръжката;
  - Халка (метална гривна) – в нея се събират дръжката, резата и дървеният клин, създаващи здрава връзка между двата основни елемента.
- Дървената част е съставена от следните елементи:
  - Дръжка (нарича се още сап) – тя е скосена в предния си край подобно на конус;
  - Ръкохватка (клечка) – една или две;
  - Клин – малък елемент, който се набива в халката и затяга връзката между металната част на косата и нейната дръжка.

## Клепане
Клепане или клепене се нарича способът на заостряне на режещата повърхност на косата. Той се прилага при незакалена стомана и представлява вид студено „закаляване“. След захабяване на острието косата се поставя върху твърда равна повърхност – най-добре върху метална наковалня. С малко заострено чукче се нанасят кратки, но много на брой удари, като се започва от по-дебелата част и се изтегля към режещата повърхност. При тези удари зърната, от които е съставен металът, се сбиват едно към друго. Това води до повишаване на якостта на материала и промяна на формата на острието. Острието се оставя обикновено леко вълнообразно, за да се улесни прерязването на тревата. Промяната на формата на острието се изразява в това, че материал от по-дебелата част на клина се избутва към върха на острието, като по този начин частично се възстановява широчината за сметка на дебелината му. След клепането задължително се шлайфа с брус.

## История
Косата е била позната и използвана още от древните римляни. Вероятно това е станало след завладяването на скитските и тракийските племена от Римската империя. Съществуват сведения, че косата е била позната на скитите още през V век пр.н.е. В някои от индоевропейските езици думата, използвана за коса, буквално означава скити. В Европа тя навлиза във всички общества доста късно – през XII-XIII век. Постепенно освен за косене на трева е намерила приложение и в жътвата, за да се избегне прегърбването на жътваря при работа със сърп.

## Символика
Противоположно на сърпа, в Европа косата е изобразявана като сечиво, използвано от смъртта. Смъртта често е представяна като възрастна грозна жена или скелет, носещ обърната нагоре коса. Индийската богиня Кали също е изобразявана с коса.